# 1565
Évszázadok: 15. század – 16. század – 17. század
Évtizedek: 1510-es évek – 1520-as évek – 1530-as évek – 1540-es évek – 1550-es évek – 1560-as évek – 1570-es évek – 1580-as évek – 1590-es évek – 1600-as évek – 1610-es évek
Évek: 1560 – 1561 – 1562 – 1563 –  1564 – 1565 – 1566 – 1567 – 1568 – 1569 – 1570

## Események

### Határozott dátumú események
- január 5. – IV. (Rettegett) Iván orosz cár létrehozza az opricsnyinát.[1]
- május 18.–szeptember 11. – Málta török ostroma, amelyben a Jean Parisot de La Valette vezette lovagok és szicíliai csapatok visszaverik I. Szulejmán szultán seregeit, és biztosítják a sziget feletti uralmukat.
- június 22. – A nagyváradi székesegyházban a protestánsok megrongálják Szent László sírját.[2]
- december 1. – II. Miksa császár húszezer forintért zálogba adja a szentgotthárdi apátságot és a várat Széchy Margitnak, de a család kegyúri joga 1577-ben végleg megszűnik az apátság felett.

### Határozatlan dátumú események
- az év folyamán –
  - Bakfark Bálint brassói születésű zeneszerző és lantművész, Krakkóban kiadatja lanttabulatúráinak második kötetét, II. Zsigmond Ágost lengyel királynak ajánlva.[3]

## Születések
- szeptember 28. – Alessandro Tassoni itáliai költő, író († 1635)

## Halálozások
- december 9. – IV. Pius pápa (* 1499)[4]